# Jordi Rubió i Lois
Jordi Rubió i Lois (Barcelona, 28 de juny de 1926 - 13 de juny del 1988) va ser un historiador, professor i estudiós en el camp de la biblioteconomia, que treballà en el món editorial.

## Biografia
Era fill d'un bibliotecari il·lustre, Jordi Rubió i Balaguer, i de la primera esposa d'aquest, Maria Lois i López. Estudià a l'Institut-Escola de la Generalitat de Catalunya fins que aquest fou clausurat el 1939, i continuà la formació a l'Institut Jaume Balmes de la postguerra amb professors de la categoria de Guillem Díaz-Plaja i Joaquim Carreras i Artau. Entrà a la Universitat de Barcelona, on feu els dos primers cursos de Ciències Exactes i Físiques en preparació per matricular-se a l'Escola d'Arquitectura; però acabà per llicenciar-se en història el 1951. Del pas per la Facultat de Filosofia i Lletres en destacà el mestratge de Jaume Vicens i Vives, d'Albert del Castillo i de Lluís Pericot. Vicens i Vives li dirigí la tesi de llicenciatura (L'Ateneu Barcelonès a l'època de la Restauració) i feu els cursos de doctorat amb Antoni Badia i Margarit i Martín Almagro Basch. Posteriorment col·laborà en el recull bibliogràfico-crític Índice Histórico Español, per al qual redactà centenars de pàgines. A banda del camp històric, també cultivà la geografia, i intervingué en la Geografia de Catalunya de Lluís Solé i Sabarís.
Treballà en el sector editorial a les editorials Teide, Noguer i Caralt. El procés de revisió editorial en la preparació de la tercera edició de l'adaptació catalana de la Classificació Decimal Universal, que el 1976 dugué a terme com a director tècnic de l'editorial Teide, li permeté de conèixer de primera mà el camp de la classificació bibliotecària. Poc després, ja al curs 1976-1977, s'incorporà com a professor a l'Escola de Bibliologia de Barcelona, una institució educativa veterana en fase de discreta renovació. El 1982, quan es feu una nova edició de la Classificació Decimal en català, Jordi Rubió ja hi portà a terme una profunda preparació i revisió, basada en anàlisis de les solucions i modificacions que havien fet la Decimal Classification i la Classification Decimale Universelle en els darrers anys. Posteriorment, quan aparegué la Bibliografia Nacional de Catalunya, aportà un gran nombre d'observacions i suggeriments al personal de l'Institut Català de Bibliografia que foren molt ben apreciats.
És enterrat al Cementiri de Sant Gervasi de Barcelona (illa S. Agnès, nínxol 80). Un germà seu, Manuel Rubió i Lois (1920-2005), va ser zoòleg.

## Obres
- Rubió i Balaguer, Jordi (director); Rubió i Lois, Jordi (editor). Classificació Decimal Adaptació per a les biblioteques catalanes. 3a edició.  Barcelona: Teide, 1976 (col. Aportació Universitària. Mètodes). ISBN 8430773312.
- «El centenari de la Decimal i lliçó de renovament i fidelitat a un esperit». Biblioteconomia, any 33, núm. 80, 1976, pàg. 95-99.
- «Un segle de classificació bibliotecària». Biblioteconomia, any 33, núm. 80, 1976, pàg. 123-136.
- Rubió i Balaguer, Jordi (director); Rubió i Lois, Jordi (editor). Classificació decimal Adaptació per a les biblioteques catalanes. 4a edició, preparada per Jordi Rubió i Lois.  Barcelona: Teide, 1982 (col. Aportació Universitària. Mètodes). ISBN 8430773312.
  - Hi ha un tiratge amb presentació diferenciada i peu d'impremta propi: Barcelona: Fundació Salvador Vives Casajuana, 1982[4]
- Classificació i indexació de la literatura: notes del curs 1984-1985.  Barcelona: s.n., 1985.
- J.R.L.. Comentarios a la 5ª edición abreviada española de CDU.  Barcelona: s.n., 1987.
- Article a "El Quadern" d'El País de maig de 1987 commemorant el centenari del naixement de Jordi Rubió i Balaguer
- Molas, Joaquim; Rubió i Lois, Jordi; Marco, Joaquim. Festa acadèmica en homenatge a Jordi Rubió i Balaguer en el centenari del seu naixement [conferències].  Barcelona: Universitat de Barcelona. Facultat de Filologia, 1988. ISBN 8460053970.
- «Presentació del Seminari sobre llenguatges naturals en la recuperació de la informació». A: Homenatge a Jordi Rubió i Lois Inauguració del curs acadèmic 1988-1989.  Barcelona: Escola Universitària J. Rubió i Balaguer, Diputació de Barcelona, 1988.
- Rubió i Lois, Jordi; Estivill i Rius, Assumpció (introducció i edició); Seguí i Palou, Rosa. Recull de treballs sobre classificació i indexació de Jordi Rubió i Lois.  Barcelona: Diputació de Barcelona, 1991 (Quaderns de Treball / Escola Universitària Jordi Rubió i Balaguer de Biblioteconomia i Documentació, 11). ISBN 8477941378.

### Llibres de text
Selecció
- Rubió Lois, Jorge (director). Apto, introducción al Bachillerato.  Barcelona: Teide, 1962. Diverses reedicions: 1967
- Rubió Lois, Jordi (dirección). Vida y paisaje. Temas de geografia general y de España.  Barcelona: Teide, 1972 (col. Libros de consulta Teide).
- Rubió i Lois, J. (director). Terra i homes : temes geogràfics i històrics d'Espanya amb exercicis [5è curs]. 4a ed.  Barcelona: Teide, 1981. ISBN 8430726411.